# Karl Mantzius
Karl Mantzius (20. februar 1860 i København – 17. maj 1921 på Frederiksberg) var en dansk skuespiller, teaterdirektør og forfatter.

## Historie
Søn af skuespiller og oplæser Kristian Mantzius. Han blev født i København. Som stud. mag. i sprog spillede Mantzius dilettantkomedie på Hofteatret, bl.a. var han Vielgeschrey i Ludvig Holbergs Den Stundesløse (1881) med så stort held, at teaterchef Edvard Fallesen rådede ham til at blive skuespiller.
Året efter var Mantzius i Paris, hvor han skrev Paris-korrespondancer i københavnske dagblade (under mærket "Carlos") og frekventerede Edmond François Jules Gots timer på Konservatoriet, indtil han 1. september 1883 debuterede som Jeronimus i Erasmus Montanus på det Kongelige Teater, hvor han forblev til 1889, da han indtrådte i Dagmarteatrets direktion.
Året efter vendte han atter tilbage til Nationalscenen, hvis første Skuespiller-direktør han blev 1909—13; derefter optrådte han som gæst i danske og svenske provinser samt på det kongelige Teater, sidste gang som Onkel Peter i Det gamle Hjem 28. april 1921.
Mantzius' kunst var en absolut modsætning til faderens, hvis naive, frodige menneskelighed hos sønnen var omsat til refleksion, mens det brede lune var blevet til skarp og vittig intelligens. De repræsenterede to tidsaldre: Faderen 1840'ernes ordrige nationalliberalisme, sønnen 1880'ernes kølige realisme.
Mantzius fik sit gennembrud som kynikeren dr. Relling i Henrik Ibsens Vildanden (1885), og fra dette mesterværk kan drages paralleller til hans store galleri af slebne eller anløbne gentlemen, elegante gamlinge og smarte forretningsmænd; logiske betoninger, levende pauser, små uvilkårlige bevægelser, et overlegent eller medfølende smil var hans diskrete kunsts særkende. Han udviklede efterhånden sin taleteknik til fuldkommenhed og virkede dybest, når han skulle udtrykke følsomhed bag en nøgtern overflade.
Ved siden af sådanne moderne skikkelser som friherre Claes i Den kære Familie, Onkel Woller i Moderate Løjer, Herrborg i En Digters Kærlighed, Arnesen i Flugten, grev Trolle i Den gamle Præst og Levin i Indenfor Murene levendegjorde han med megen stilfølelse og malerisk sans en række figurer hos Moliére (Orgon i Tartuffe; Den Gerrige) og hos Holberg (Rosiflengius i Det lykkelige Skibbrud; Baronen i Jeppe paa Bjerget). Det skyldtes også Mantzius' initiativ, at William Shakespeares Kong Richard III omsider kom frem på den danske skueplads i en efter München-Shakespeare-scenen lempet ordning, men hans fremstilling af titelrollen viste, ligesom senere kong Lear, at Mantzius' patetiske fantasi ikke slog til; ligeledes savnede han grotesk lune som Falstaff.
Efter Emil Poulsens afgang var Mantzius nationalscenens første karakterskuespiller, en diktionens mester, der ved sin musikalske sans endogså erobrede en lille plads i operaen
(Beckmesser i Mestersangerne, Jeronimus i Maskerade).
Som direktør var Mantzius også stillingen voksen; repertoiret var kyndigt valgt og rigt afvekslende, og det betød et afgjort tab for teatret, da han besluttede at nedlægge ledelsen. Trods sit store kunstneriske arbejde, der forøgedes med adskillige skuespiloversættelser, fik Manztius tid til at skrive et værk i 6 bind: Skuespilkunstens Historie (København 1897—1916), hvis tredje del, Shakespeare-Tiden, skaffede ham den filosofiske doktorgrad ved Københavns Universitet i 1901. Det er et i nordisk litteratur enestående pionerarbejde, samlet med flid fra trykte kilder og skrevet med klarhed og smag. Selv om der fremkommer mere videnskabelige enkeltundersøgelser, vil værket bevare sin plads og for kommende slægter bidrage til at levendegøre billedet af skuespilleren Mantzius, fordi han som praktisk fagmand ofte "taler med" mellem linjerne.
Desuden udgav Mantzius bl.a. en smuk og indholdsrig bog om sin fader Min Far og jeg (København 1919), og efter hans pludselige død udkom Skuespilkunstens Historie i det nittende Aarhundrede (København 1922), som indeholder interessante sammenligninger mellem dansk og fremmed scenekunst og danner et supplement til hans store værk.
Endvidere var Karl Mantzius en fin maler. Tidligt viste han tegn på også den side af sin kunstneriske person. Der er så vidt vides ikke lavet en egentlig registrering af hans værker.

## Ægteskaber
Mantzius blev gift 1. gang 7. juni 1884 i Holmens Kirke med skuespillerinde Sophie (Soffy) Christine Elisabeth Rosenberg, gift 1902 med baron Alphonse Walleen. Ægteskabet blev senere opløst, og han giftede sig 2. gang 28. maj 1902 på Frederiksberg med skuespillerinde Sara Beckett (f. 27. juli 1879 i København, gift 1919 med direktør Ludvig Elsass), datter af grosserer Hugh Lang Beckett (1843—1902) og Johanne Cathrine Petræus (1846—1921). Også dette ægteskab blev opløst, og han ægtede 3. gang 20. februar 1919 i Christiansborg Slotskirke balletdanserinde Wanda Fride Augusta Mathiesen, f. 14. juli 1894 i København (gift 1924 med direktør Holger Hannerup-Hansen, f. 1879), datter af overassistent ved Statsbanerne Harald Edmund Valdemar Mathiesen (1845—1907) og Henriette Diderike Schultz (1853—1935).

## Priser og hæder
- Ridder af Dannebrog. 1899

Mantzius' korrespondance findes på Det Kongelige Bibliotek.
Han er portrætteret af malerne Georg Achen (Frederiksborgmuseet) og Edvard Saltoft (Det kgl. Teater). Som teaterstatuetter af Axel Locher. Farvelagt tegning af Bertha Dorph. Buste og gravrelief af Axel Locher. Rolletegninger af Valdemar Møller og Emil Krause (Teatermuseet). Raderinger af Heinrich Dohm 1901, af C.F. Holmgren og af Henrik Lund 1907. Litografi af Valdemar Andersen 1912. Træsnit af H.C. Olsen 1907. Bronzeplakette af Frederik Kastor Hansen 1904.
1923 blev de jordiske levninger af Kristian Mantzius overflyttet til sønnens grav på Frederiksberg Ældre Kirkegård, hvor der blev rejst et fællesmindesmærke.